# Plaza de Gabriel Lodares
La plaza de Gabriel Lodares es una plaza del centro de la ciudad española de Albacete. 
Situada en la confluencia entre las calles Tesifonte Gallego, paseo Simón Abril, avenida de España y Octavio Cuartero, es la puerta principal de acceso al parque Abelardo Sánchez. 
Alberga importantes edificios como la sede del Ministerio de Defensa en Albacete, la casa de Archillas o la antigua delegación central de Caja Castilla-La Mancha. Es uno de los lugares más transitados de Albacete. En el pasado se denominó plaza de Canalejas.
Una bandera de España de grandes dimensiones ondea sobre un mástil de 18 metros de altura en el centro de la plaza.

## Historia

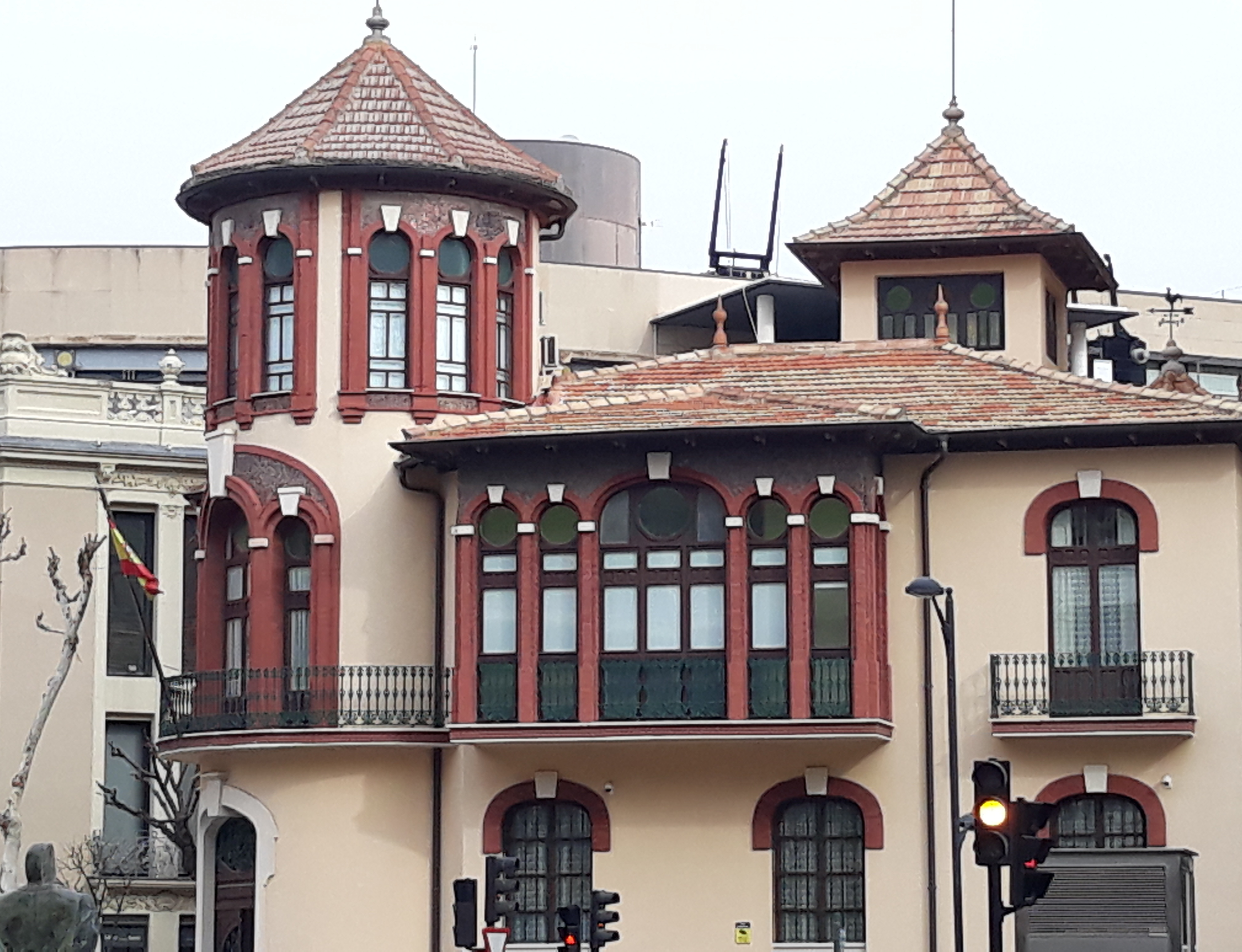
Subdelegación de Defensa en Albacete, arquitecto Daniel Rubio Sánchez, 1920

La plaza lleva el nombre de Gabriel Lodares, alcalde de Albacete entre 1900 y 1901 y entre 1904 y 1906. La histórica fuente de las Ranas de Albacete estuvo en el centro de esta plaza entre 1916 y 1936.
La plaza alberga la sede del Ministerio de Defensa en Albacete, un singular edificio obra del arquitecto Daniel Rubio en 1920. Comenzó siendo un sanatorio y posteriormente se convirtió en centro de reclutamiento para el servicio militar obligatorio y gobierno militar.
En 1921 fue edificada en su cuadrante noroeste la monumental casa de Canciano López, posteriormente destruida.

## La plaza en la actualidad

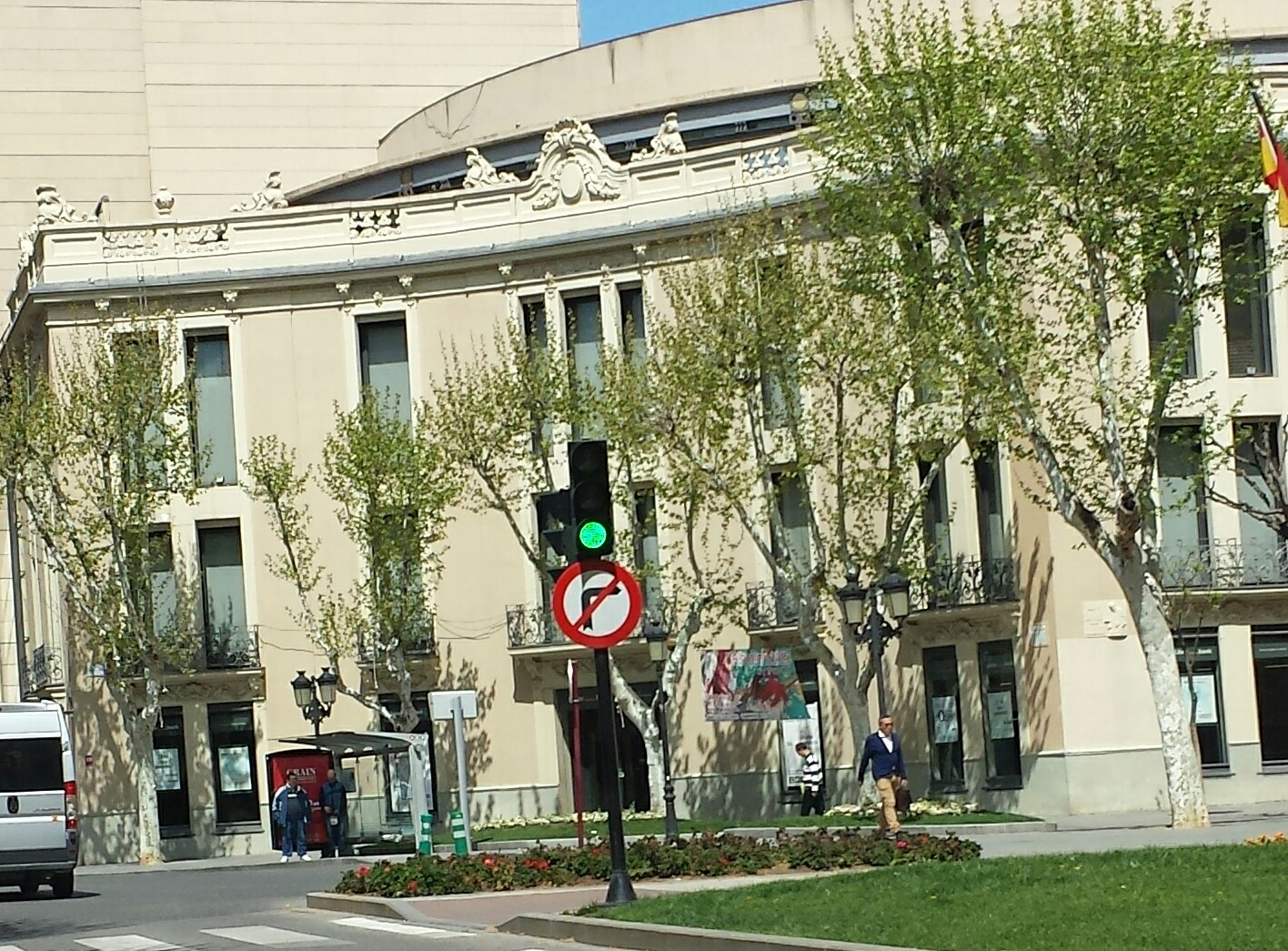
Vista oeste del edificio CCM

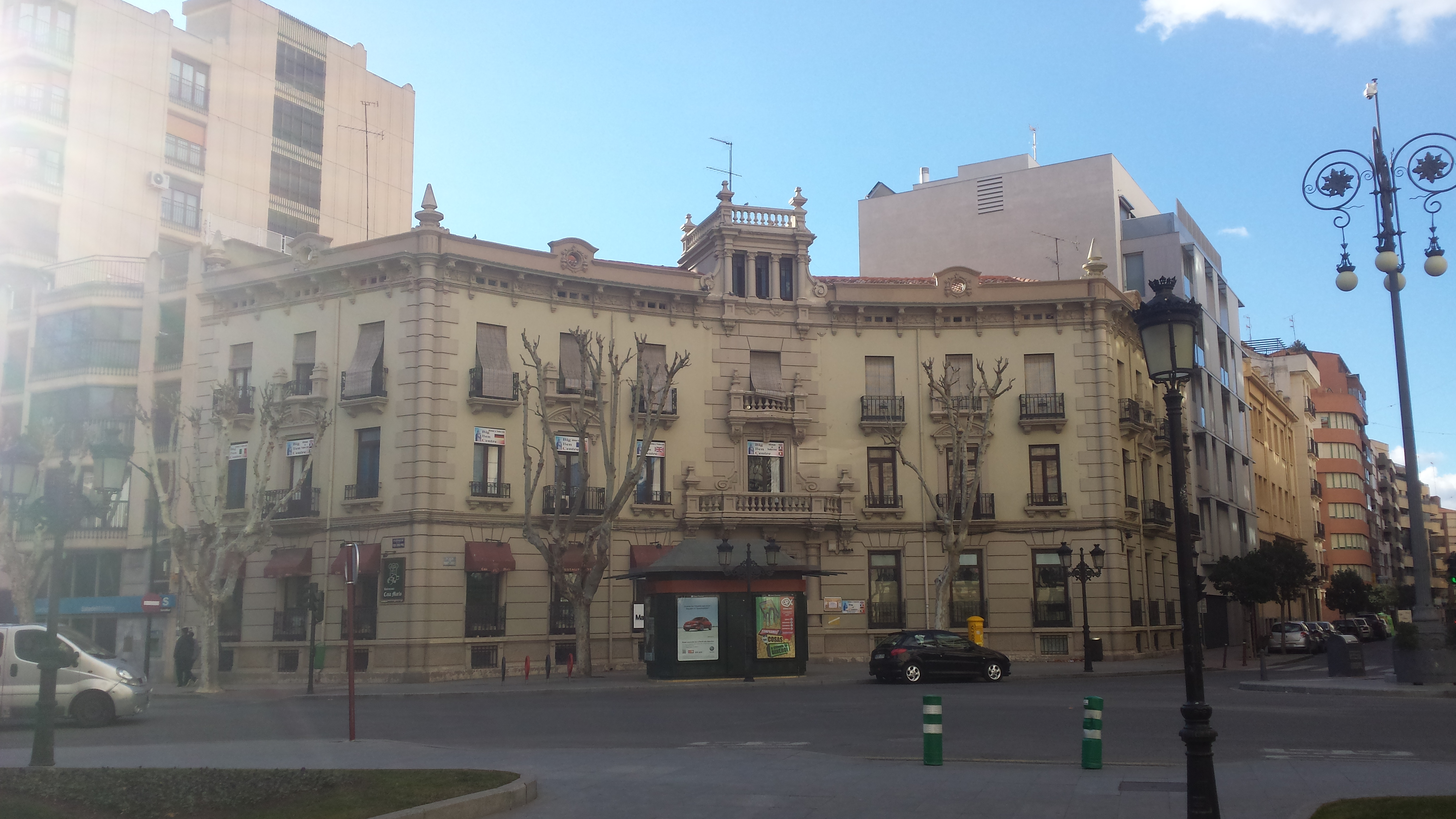
Casa de Archillas

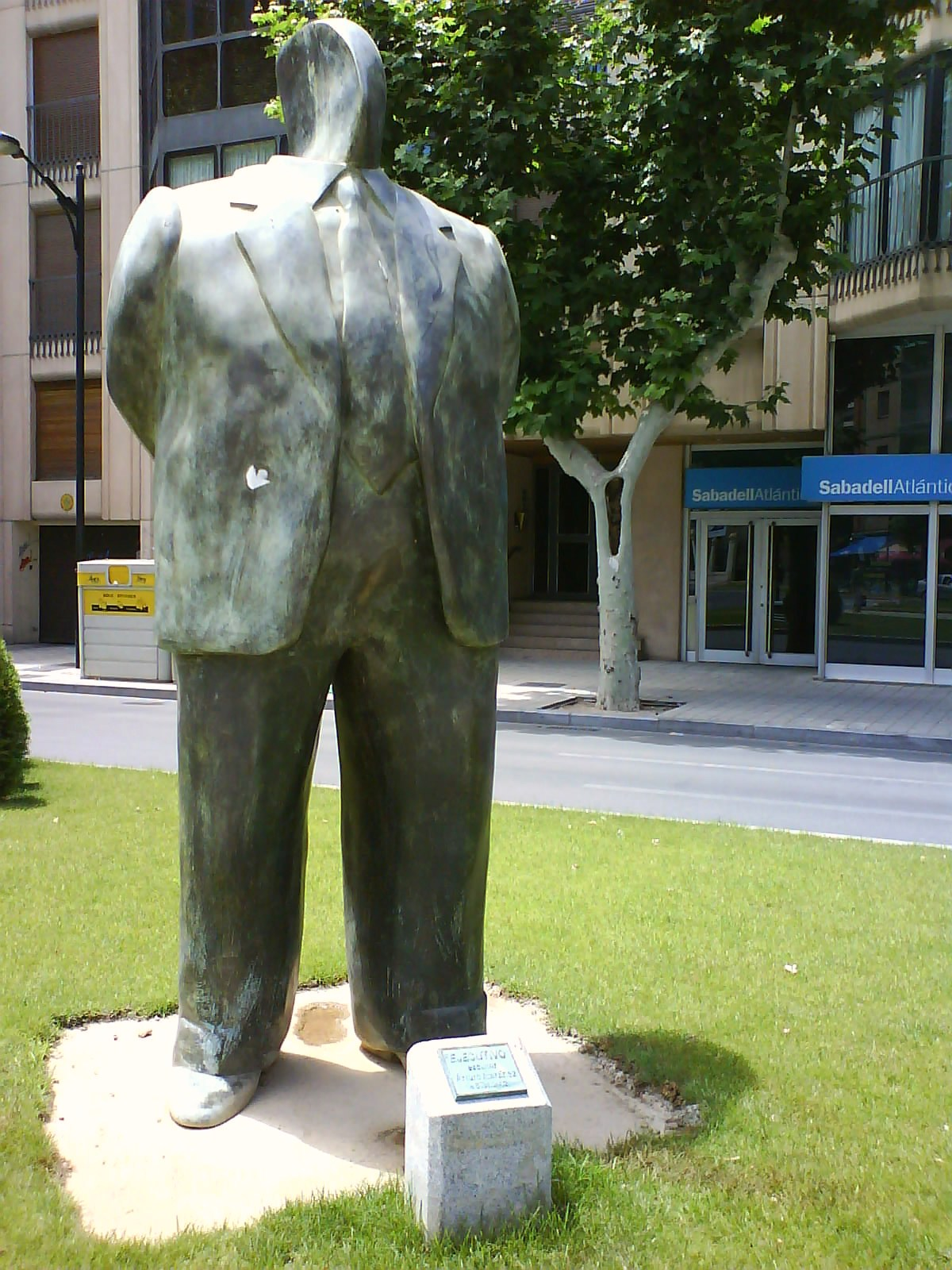
El Ejecutivo

La plaza ha sido sometida en los primeros años del siglo XXI a una serie de mejoras que le han conferido su aspecto actual. Es una de las zonas más transitadas de Albacete, confluencia de algunas de las arterias más importantes de la ciudad, como la avenida de España o la calle Ancha. Es, además, la puerta de entrada principal al parque Abelardo Sánchez, auténtico pulmón verde central de la ciudad, motivo por el que también es conocida como «la punta del Parque». 
Alberga la sede del Ministerio de Defensa en Albacete, la antigua delegación central de Caja Castilla-La Mancha (CCM) y varios edificios modernistas como la casa de Archillas, emblemático palacete del siglo XX. En el centro de la plaza se ubica una bandera de España de grandes dimensiones que ondea sobre un mástil de 18 metros de altura.

## Cultura
Durante las Navidades se ubica, en el centro de la plaza, un árbol de Navidad de grandes dimensiones.
El miércoles de ceniza se celebra el Entierro de la Sardina, en el que una falla con forma de sardina (doña Sardina) es trasladada con cortejo fúnebre desde la plaza de Gabriel Lodares hasta la plaza del Altozano, donde es juzgada, condenada y quemada.